# Seclin
Seclin (niederländisch: Sikelin) ist eine französische Stadt mit 13.011 Einwohnern (Stand 1. Januar 2022) im Département Nord in der Region Hauts-de-France. Sie gehört zum Arrondissement Lille und zum Kanton Faches-Thumesnil.

## Geografie
Die Stadt Seclin liegt sieben Kilometer südlich von Lille. Durch das Stadtgebiet von Seclin führen die Autoroute A1 und die Eisenbahn-Hochgeschwindigkeitsstrecke LGV Nord. Umgeben wird Seclin von den Nachbargemeinden Wattignies im Norden, Templemars im Nordosten, Avelin im Osten, Attiches im Südosten, Phalempin im Süden, Chemy im Südwesten, Gondecourt im Westen sowie Houplin-Ancoisne und Noyelles-lès-Seclin im Nordwesten.

## Bevölkerungsentwicklung
| Jahr                       | 1962 | 1968 | 1975 | 1982   | 1990   | 1999   | 2011   | 2021   |
| Einwohner                  | 9424 | 9372 | 9924 | 13.056 | 12.281 | 12.089 | 12.333 | 12.834 |
| Quellen: Cassini und INSEE |      |      |      |        |        |        |        |        |

## Sehenswürdigkeiten
In der Umgebung von Seclin gibt es viele Orte, die an den Ersten Weltkrieg erinnern, unter anderem große Soldatenfriedhöfe und Monumente.
Bei Seclin gibt es eine gut erhaltene Festung, das Fort de Seclin.
Auf Anraten des Generals und Militäringenieurs Séré de Rivières wurden ab 1871 – nach dem Deutsch-Französischen Krieg, den Frankreich schnell verlor – zwischen Nizza und Dünkirchen 400 Festungen erbaut. Diese neue Verteidigungsstruktur sollte Frankreich als Abschreckung gegen mögliche Angriffsbestrebungen des Deutschen Reiches dienen.
Die Festung von Lille gehörte zusammen mit der Festung von Maubeuge zu den wichtigsten Punkten des Verteidigungssystems an der französisch-belgischen Grenze. Lille und ihre Zitadelle war von sechs Festungen, 13 Verbindungsbauten und zwei Geschützhäusern umgeben. Auch das Fort von Seclin gehörte zu diesem Bollwerk.
88 km südöstlich von Lille liegt die Festung Maubeuge.
Die Armee des Deutschen Kaiserreichs – sie war am 4. August 1914 gemäß dem Schlieffen-Plan im neutralen Belgien einmarschiert – erreichte die Festung am 28. August 1914 und begann sofort, sie zu belagern. Am 8. September 1914 kapitulierte Maubeuge. Die Festung bestand aus Mauerwerk; dieses konnte den modernen Artilleriegranaten (Hohlladung, die beim Aufprall explodiert) nicht standhalten:
Um 1890 kamen Brisanzgranaten auf; diese waren mit einem brisanten Sprengstoff gefüllt. Sie hatten erhebliche Auswirkungen auf die Kriegsführung, da klassische Festungsanlagen mit Wällen aus Mauerwerk und Erde den neuen Granaten nicht widerstehen konnten.
Aus diesem Grund erklärten die Franzosen Lille am 1. August 1914 zur offenen Stadt.

„Die französische Armee verzichtete darauf, eine Stadt mit veralteten und seit 1910 deklassierten Festungsanlagen zu verteidigen. Deutsche und französische Soldaten zogen hier nacheinander durch, ohne dass es zu irgendwelchen Kampfhandlungen kam.“

Am 3. Oktober 1914 entschlossen die Franzosen sich dann aber doch zur Verteidigung von Lille. Die Stadt wurde von den Deutschen daraufhin – insbesondere um das Bahnhofsviertel herum – so stark beschossen, dass sie am 13. Oktober kapitulieren musste. Die noch intakten Festungen wie das Fort von Seclin dienten den deutschen Besatzern als Kasernen oder Munitionsdepots.
1996 erwarb eine Familie das Fort, um es zu restaurieren und zu erhalten. Heute beherbergt es ein Artilleriemuseum mit vielen deutschen, britischen und französischen Ausstellungsstücken.

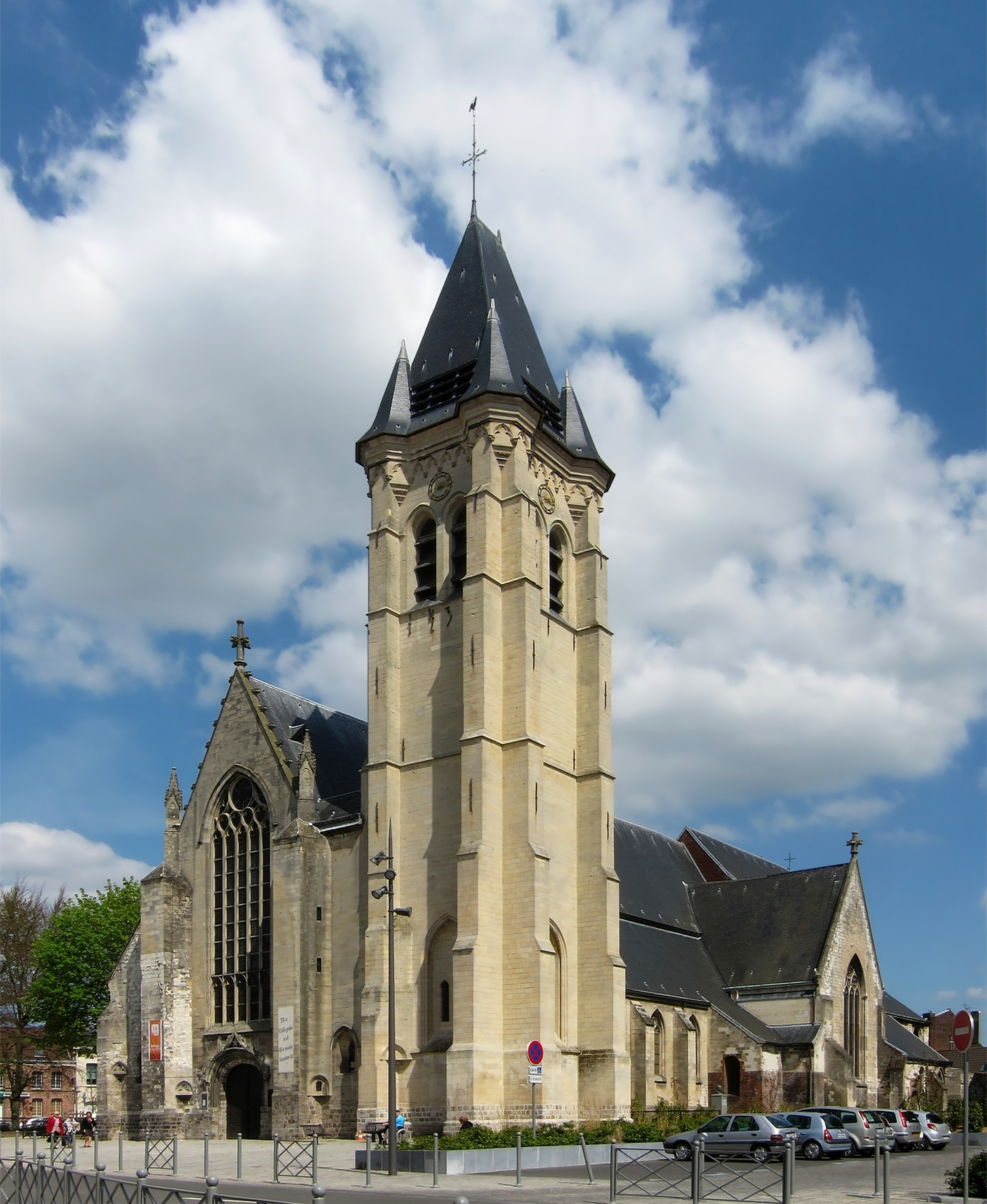
Kirche Saint-Piat
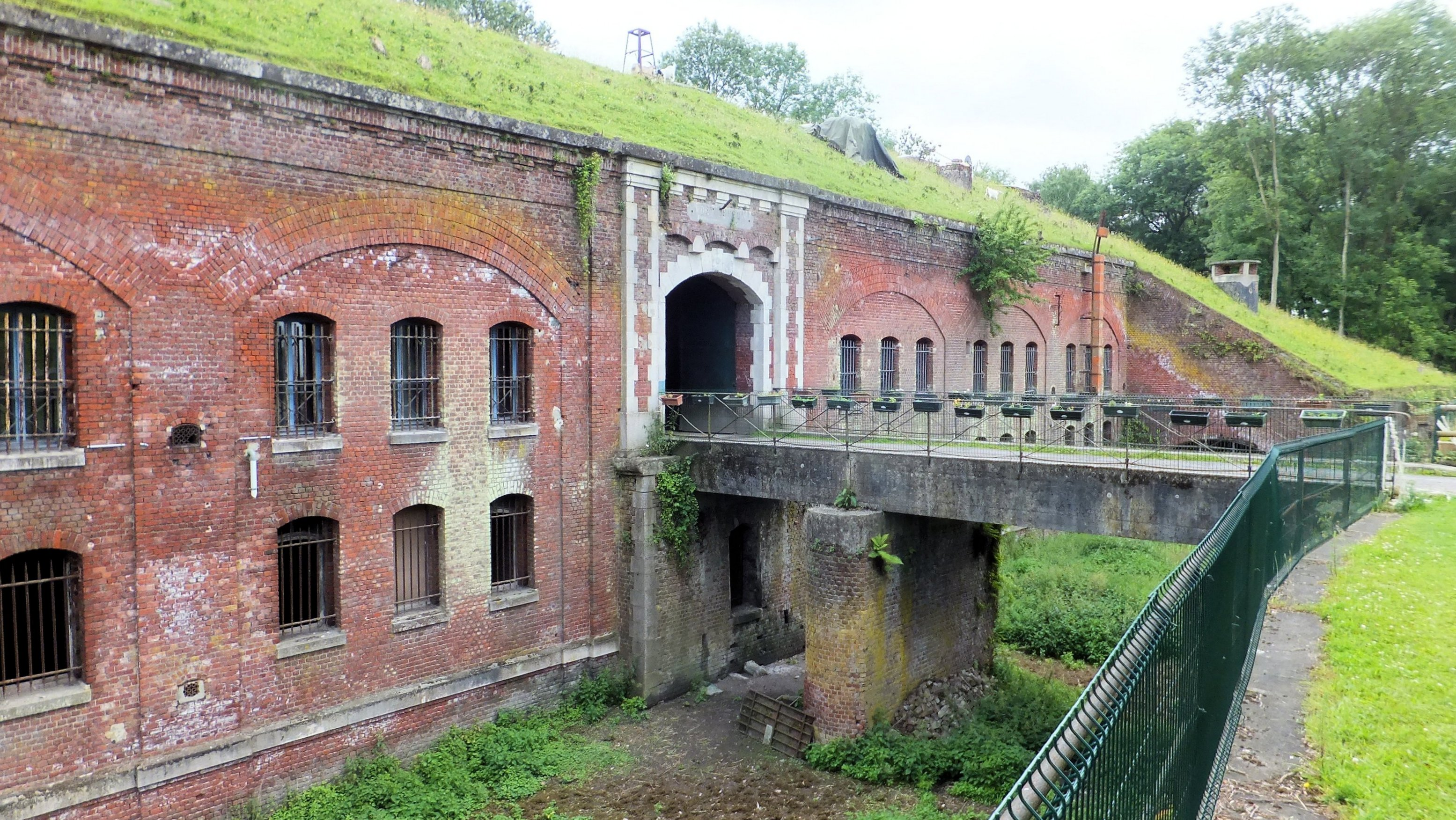
Fort Seclin
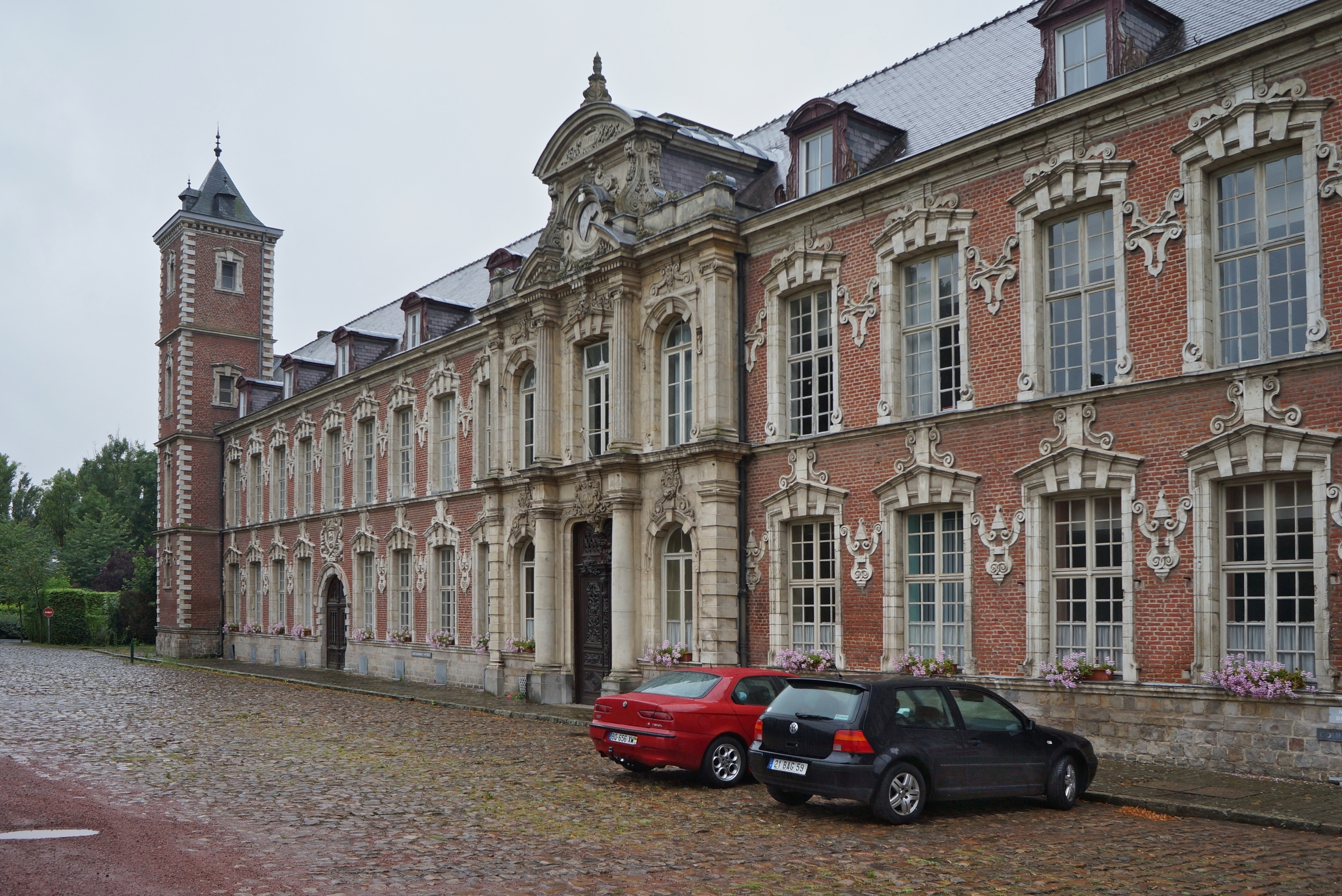
Hôpital Marguerite de Flandre
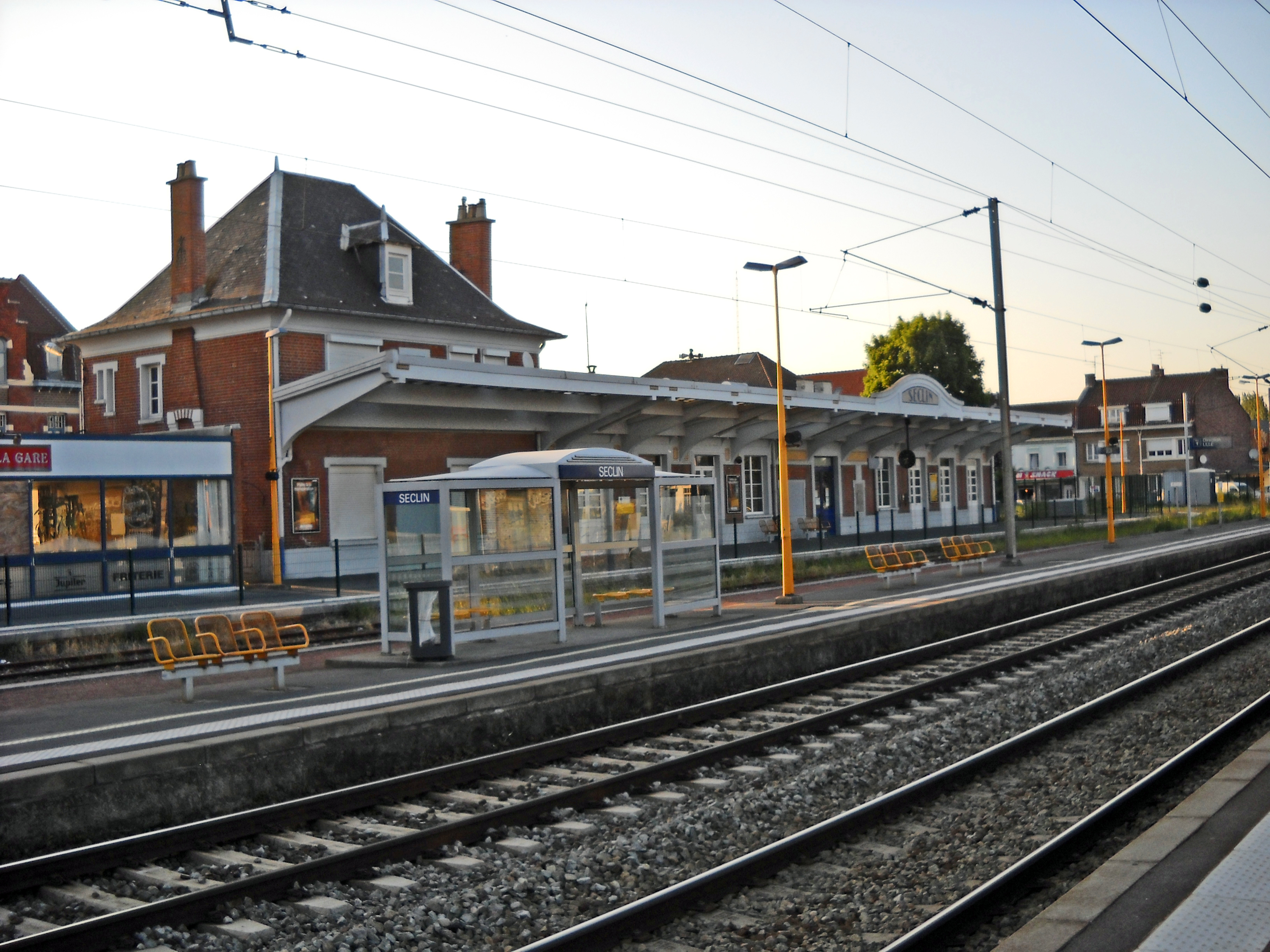
Bahnhof
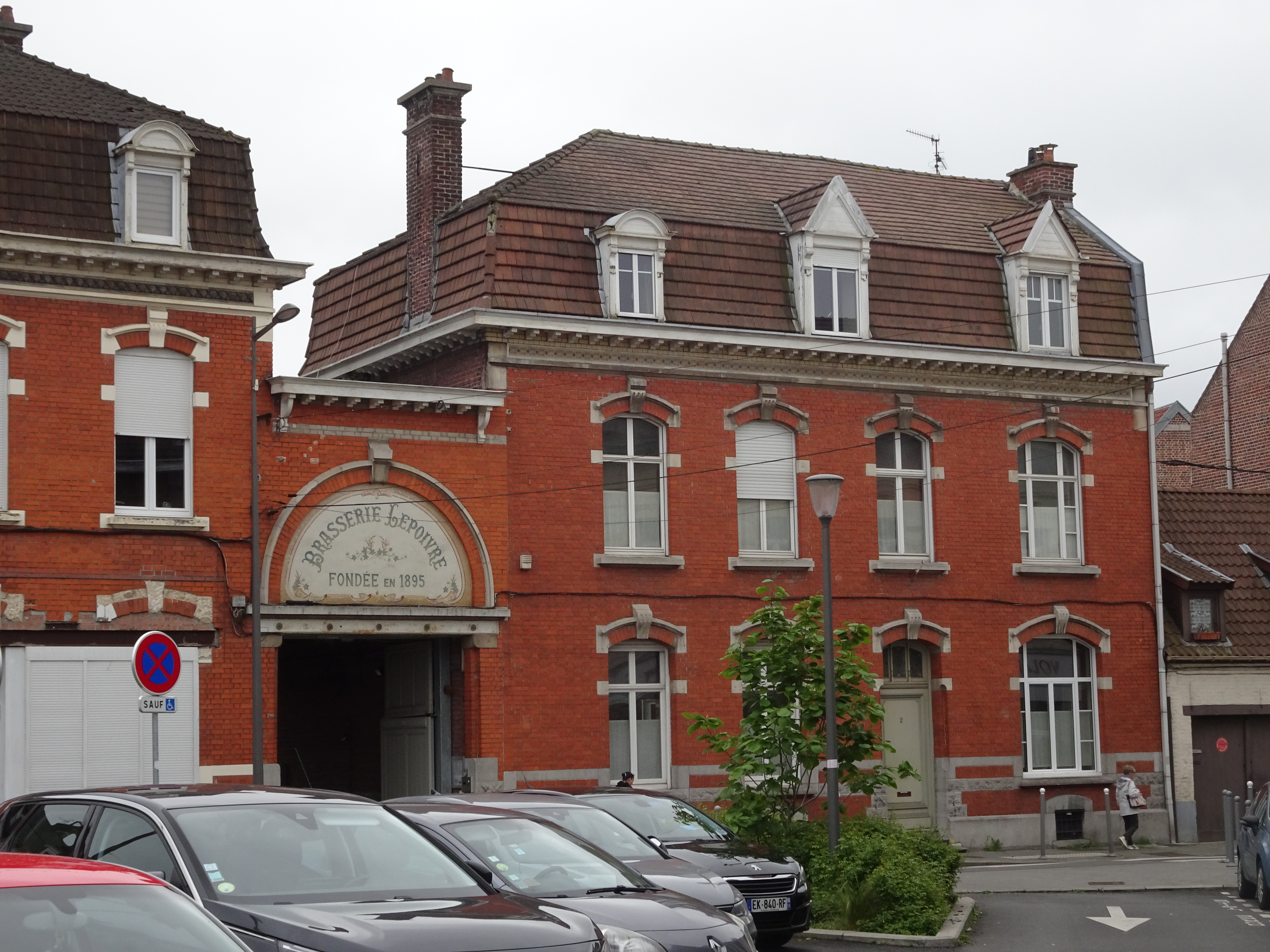
Brauerei Lepoivre
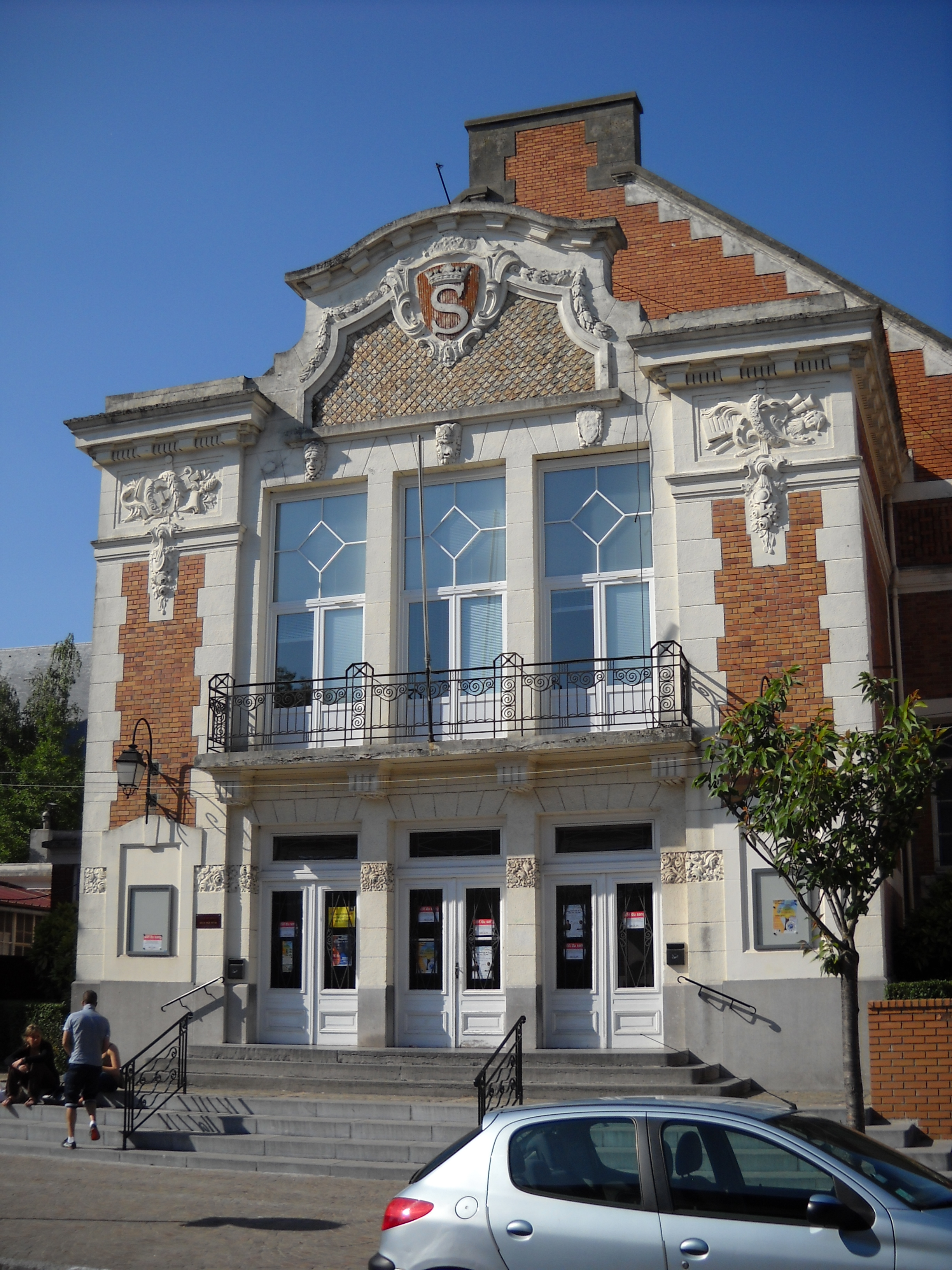
Stadtfesthalle
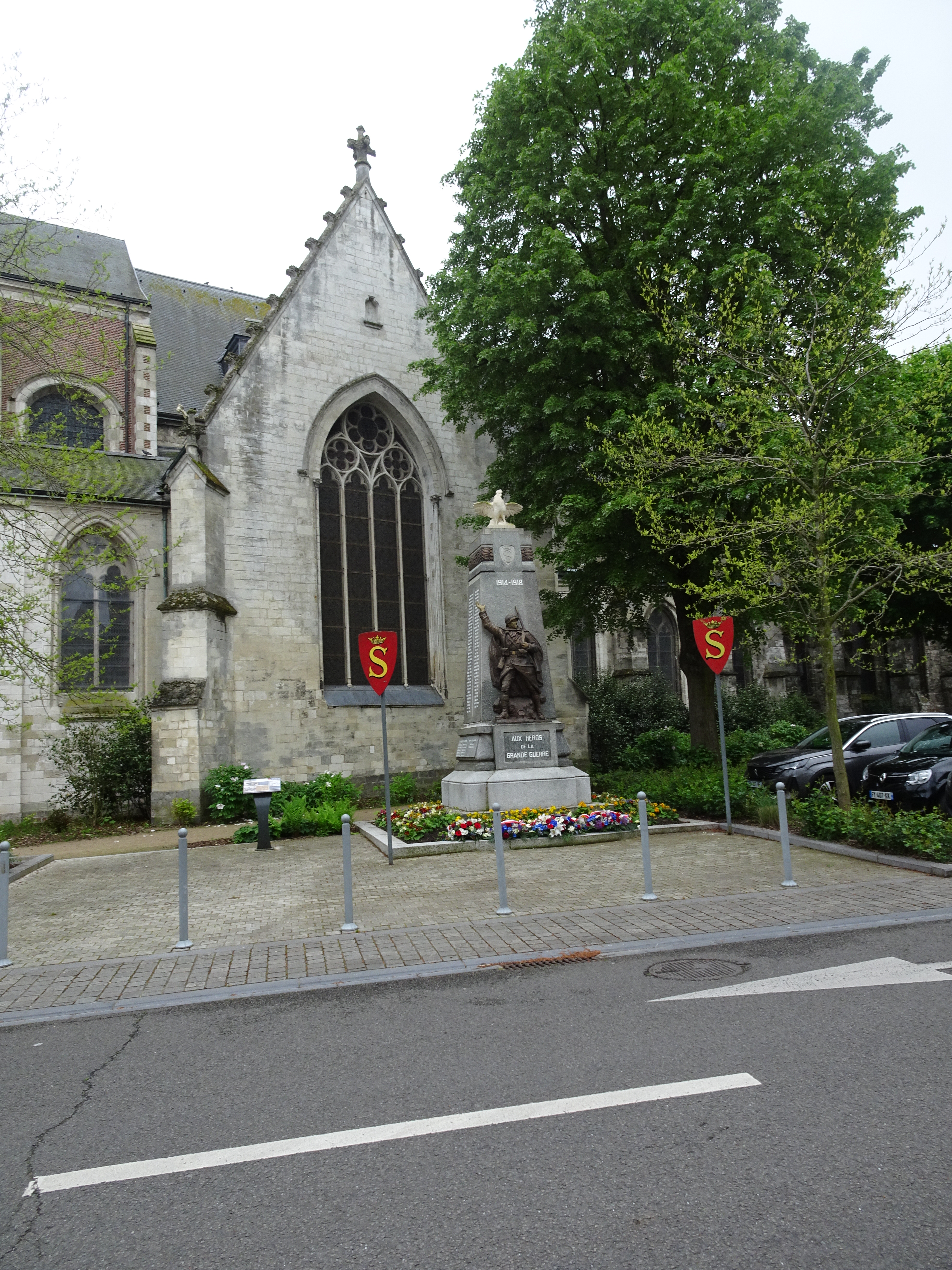
Gefallenendenkmal

## Partnerstädte
- Apolda, Deutschland
- Larkhall, Schottland
- Méguet, Burkina Faso
- Zabrze, Polen

## Persönlichkeiten
- Arthur Ramette (1897–1988), Politiker
- Georges Verriest (1909–1985), Fußballspieler und -funktionär
- Marcel Duriez (1940–2023), Hürdenläufer
- Pascal Potié (* 1964), Radrennfahrer
- Steeve Briois (* 1972), Politiker
- Sarah Pitkowski (* 1975), Tennisspielerin
- Sébastien Enjolras (1976–1997), Rennfahrer
- Candie Herbert (* 1977), Fußballspielerin
- Jean-François Bédénik (* 1978), Fußballspieler
- André Ayew (* 1989), Fußballspieler
- Adrien Fourmaux (* 1995), Rallyefahrer